# Scaphisoma boreale
Scaphisoma boreale är en skalbaggsart som beskrevs av Lundblad 1952. Scaphisoma boreale ingår i släktet Scaphisoma, och familjen kortvingar. Arten är reproducerande i Sverige.